# For the Hand of a Princess
For the Hand of a Princess è un cortometraggio muto del 1904 diretto da Lewin Fitzhamon.

## Trama
Un cavaliere sfida un barone per salvare una principessa rapita.

## Produzione
Il film fu prodotto dalla Hepworth.

## Distribuzione
Distribuito dalla Hepworth, il film - un cortometraggio della lunghezza di 38 metri - uscì nelle sale cinematografiche britanniche nel dicembre 1904.
Non si hanno altre notizie del film che si ritiene perduto, forse distrutto nel 1924 quando il produttore Cecil M. Hepworth, ormai fallito, cercò di recuperare l'argento del nitrato fondendo le pellicole.